# Ламартиньер, Мари-Жанна
Мари-Жанна Ламартиньер (Marie-Jeanne Lamartinière) — гаитянская революционерка, солдатка и медсестра. Её описывали как мулатку, выросшую на плантации в Порт-о-Пренсе. Мари-Жанна получила формальное образование, преже чем выйти замуж за офицера Луи-Дора Ламартиньера. В 1802 году супруги сражались против французских войск в битве при Крет-а-Пьеро. Отмечали личную храбрость Мари-Жанны. Хотя о ней мало что известно, её образ остаётся популярен на Гаити и был изображён на почтовой марке и монете.

## Биография
Мари-Жанна Ламартиньер описывается как мулатка, родившаяся в Порт-о-Пренсе. Вероятно, она родилась у африканской рабыни от белого француза-рабовладельца. Возможно, у нее также были предки из племени таино. Ламартиньер выросла на рабской плантации и получила формальное образование у учителей, узнав о гаитянском вуду и африканской культуре.
В конце концов Мари-Жанна вышла замуж за Луи Дора Ламартиньера, офицера-мулата Коренной армии и участника Гаитянской революции. Он служил старшим офицером во время сражения при Крет-а-Пьеро в марте 1802 года. Мари-Жанна была неразлучна с ним и сражалась вместе с Луи и его армией восставших рабов, защищая форт от французских войск. Её наряд, увенчанный красным чепчиком, сравнивали с униформой мамлюков.
Мари-Жанна оказывала помощь раненым в лазарете, пересекала крепостные валы, чтобы раздавать патроны или заряжать пушки, а с приближением французских войск стреляла на передовой из винтовки с «диким энтузиазмом», по словам историка Томаса Мадиу. Поговаривали, что в бою Мари-Жанна превращалась в манбо, одержимую духом мужества Огоу.
После трёх безуспешных атак французские войска потеряли 1500 человек, а у защитников форта осталось 1200 людей. Жан-Жак Дессалин приказал провести ремонт форта и построить на близлежащем холме редут, который возглавил Луи, рядом с которым осталась его жена, воодушевляя солдат. 22 марта французские войска начали обстрел, в результате которого погибло сто человек, а ресурсы форта окончательно истощились. Луи передали кольцо Дессалина — секретный знак о приказе эвакуироваться. Почти половина армии ускользнула ночью. Мари-Жанна последовала за Луи в Каос, и ухаживала за ним, когда он слёг на тростниковом поле.
Луи был убит в засаде в ноябре 1802 года. Ходили слухи, что после гибели мужа у Мари-Жанны были отношения с двумя другими армейскими офицерами — сперва она стала любовницей Дессалина, провозгласившего в 1804 году Гаити независимым, а себя императором, а затем она завязала отношения со своим товарищем по оружию Ларозом.

## Наследие
Ламартиньер изображена в пьесе Шарля Моравии 1908 года «Крет-а-Пьеро». Её портрет был отчеканен на монете в 100 гурдов и напечатан на почтовой марке 1954 года. В редакции своей пьесы «Туссен Лувертюр: История единственного успешного восстания рабов в истории» от 1967 года историк-марксист С. Л. Р. Джеймс вывел образ Мари-Жанны, основанный на исторической Ламартиньер. Джеймс изобразил её сражающейся в бою, но её предысторию переписал — как рабыни, чья светлая кожа и знание европейской культуры обеспечивали ей более высокий статус служанки. Ближе к концу Мари-Жанна неохотно выходит замуж за Дессалина. Ламартиньер также прославлена в произведениях авторов Эдвидж Дантика, Мэдисон Смартт Белл и Патрисии Бринтл. Картина гаитянского художника Франсуа Ковена, изображающая Ламартиньер, будет представлена на выставке в музее Фицуильяма в 2025 году.
Ламартиньер — одна из немногих женщин Гаитянской революции, известных по имени. Тем не менее, о ней мало что известно, особенно о её ранней жизни, и в противовес современным описаниям битвы при Крет-а-Пьеро, историк Жасмин Клод-Нарцисс полагает, что она хотела бы смешаться с толпой и остаться неизвестной. Социолог Мадлен Сильвен-Бушеро считает Ламартиньер гаитянским символом женщины-солдата, а историк Дантес Беллегард сравнивал её по храбрости с тремя другими Жаннами — Жанной Французской, Жанной д’Арк и Жанной Ашетт. Её вообще нередко называют «Гаитянской Жанной д’Арк».